# Światowy Kongres Ujgurów
Światowy Kongres Ujgurów (ujg. دۇنيا ئۇيغۇر قۇرۇلتىيى, ang. World Uyghur Congress, WUC) – międzynarodowa organizacja diaspory ujgurskiej z siedzibą w Monachium.
Powstała 16 kwietnia 2004 z połączenia Kongresu Narodowego Turkiestanu Wschodniego i Światowego Kongresu Młodych Ujgurów. Za swoje główne cele uznaje walkę o prawa Ujgurów oraz wpływanie w sposób demokratyczny na polityczną przyszłość Sinciangu. Jej naczelnym organem jest Zgromadzenie Generalne, które wybiera władze organizacji.
Rząd ChRL uznaje WUC za organizację separatystyczną i terrorystyczną.

## Przewodniczący
- Erkin Alptekin (2004 - 2006)
- Rabije Kadir (2006 - obecnie)